# Boeing CH-47 Chinook
O Boeing CH-47 Chinook é um helicóptero militar de rotores em tandem originalmente desenvolvido pela empresa americana de helicópteros Vertol e agora fabricado pela Boeing Defense, Space & Security. O Chinook é um helicóptero de carga que está entre os helicópteros ocidentais de carga mais pesada. Seu nome, 
vem do povo indígena nativo americano Chinook do estado de Oregon e Washington.
O Chinook foi usado na Guerra do Vietnã, Guerra Irã-Iraque, Guerra das Malvinas, Guerra do Golfo, e na Guerra do Afeganistão e Guerra do Iraque.

## Operadores
- Argentina (ex-utilizador)
- Austrália
- Canadá
- Egito
- Grécia
- Índia
- Irão
- Itália
- Japão
- Líbia
- Marrocos
- Países Baixos
- Omã
- Arábia Saudita
- Singapura
- Coreia do Sul
- Espanha
- Taiwan
- Tailândia
- Turquia
- Reino Unido
- Emirados Árabes Unidos
- Estados Unidos
- Vietname (ex-utilizador)

## Fotos

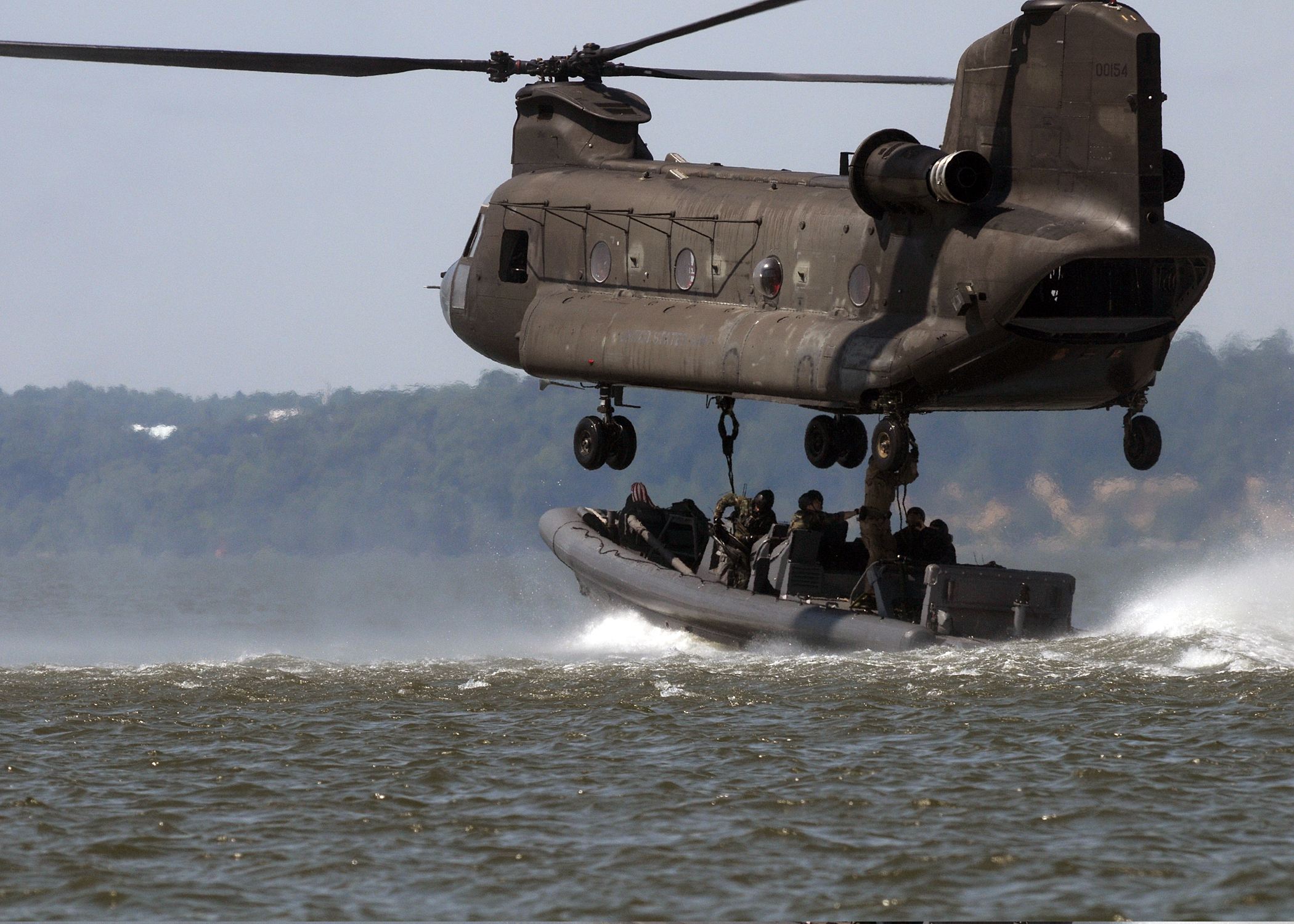
Um CH-47 Chinook em treinamento.
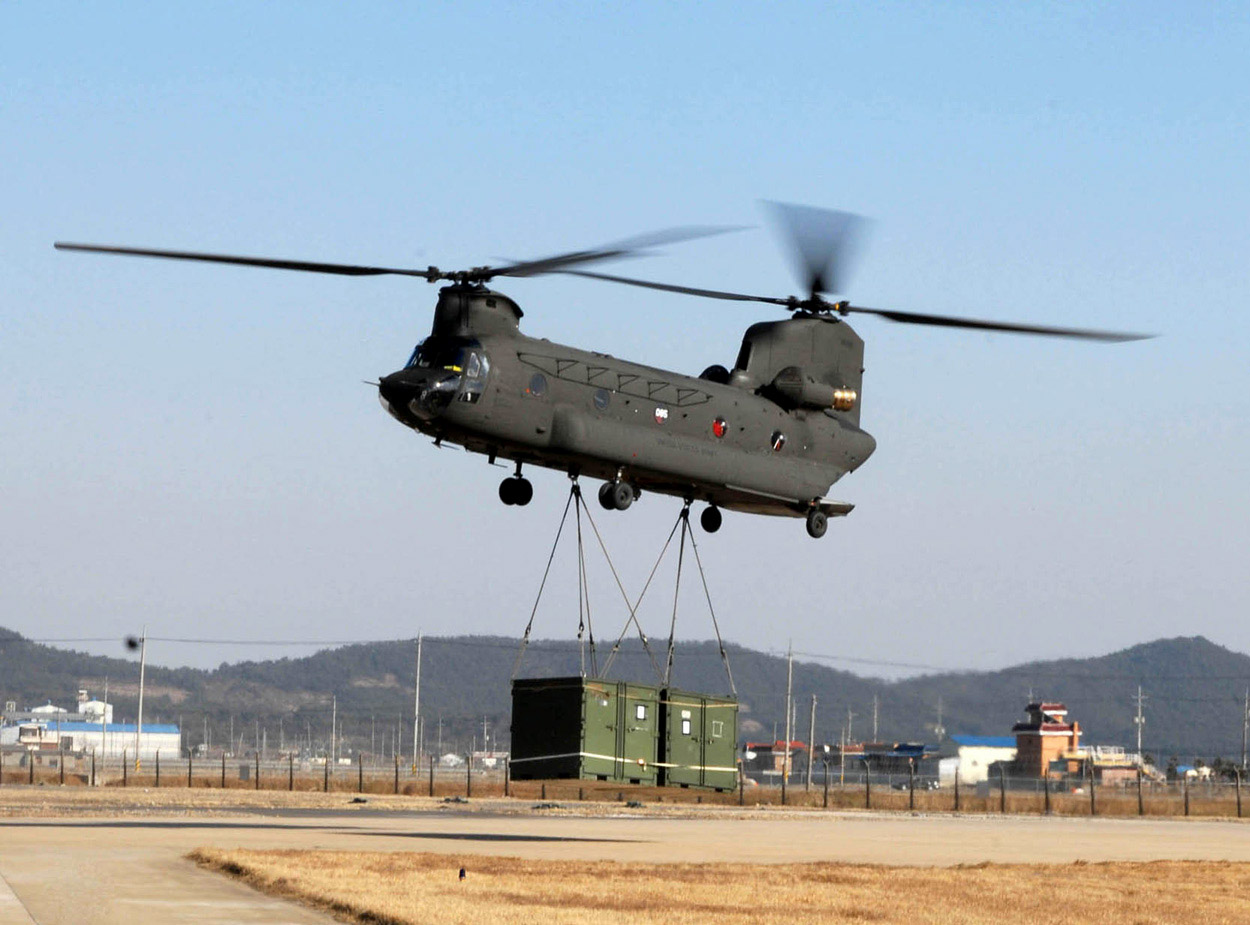
Um CH-47 americano transportando uma carga pesada.
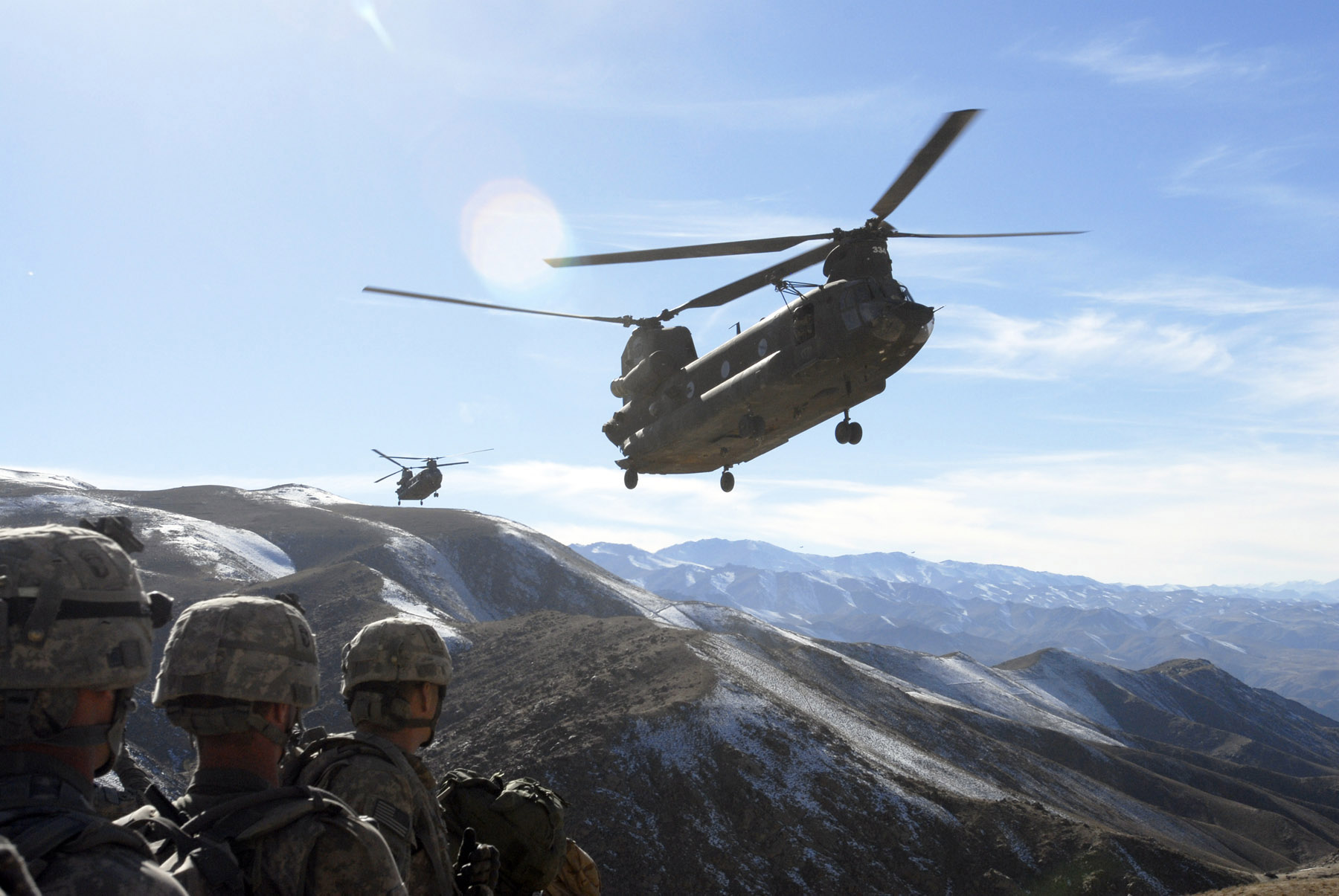
Um Chinook em serviço no Afeganistão em 2008.

## Especificações (CH-47F)
Dados de: Boeing CH-47D/F Arquivo Chinook do Exército International Directory
Descrições gerais
- Tripulação: 3 - piloto, copiloto e engenheiro de voo
- Capacidade: 33-55 soldados ou
  - 24 macas e 3 atendentes ou
  - Carga de 12 700 kg (28 000 lb)
- Comprimento: 30,1 m (99 ft)
- Diâmetro do rotor(es): 18,3 m (60 ft)
- Altura: 5,7 m (19 ft)
- Área rotor: 520 m²
- Peso vazio: 10 185 kg (22 500 lb)
- Peso bruto (carregado): 12 100 kg (26 700 lb)
- Peso de decolagem: 22 680 kg (50 000 lb)

Motorização
- Número de motores: 2x
- Tipo do motor: Turboshaft
- Fabricante/modelo: Lycoming T55-GA-714A
- Potência por motor: 4 869 hp (3 630 kW)

Performance
- Velocidade máxima: 315 km/h (196 mph)
- Velocidade total em Nó: 170 kn (315 km/h)
- Alcance: 2 252 km (1 400 mi)
- Alcance bélico: 370,4 km (230 mi)
- Razão de subida: 7,73 m/s
- Tecto de serviço: 5 640 m (18 500 ft)

Armamentos
- Metralhadoras/canhões: 3x M240/FN MAG de 7,62 mm (0,30 in)

Equipamentos de orientação
- Aviônicos: Rockwell Collins Common Avionics Architecture System (CAAS) (MH-47G/CH-47F)